# Mộc Lý
Huyện tự trị dân tộc Tạng Mộc Lý (chữ Hán giản thể: 木里藏族自治县, Hán Việt: Mộc Lý Tạng tộc Tự trị huyện) là một huyện thuộc Châu tự trị dân tộc Di Lương Sơn, tỉnh Tứ Xuyên, Cộng hòa Nhân dân Trung Hoa. Huyện này có diện tích 13.252 km2, dân số năm 2002 là 130.000 người. Huyện này được chia thành các đơn vị hành chính gồm 1 trấn, 23 hương và 5 hương dân tộc.
- Trấn: Kiều Ngõa.
- Hương: Thủy Lạc, Ninh Lang, Bác Khoa, Đào Ba, Y Cát, Liệt Ngoã, Nha Tổ, Khắc Nhĩ, 倮 Ba, Tạp Lạp, Hậu Sở, Tây Thu, Bác Oa, Sa Loan, Mạch Nhật, Đông Tử, Đường Ương, Đông Lãng, 牦 Ngưu Bình, Hạ Mạch Địa, Lý Tử Bình, Tam Giác 垭, Mạch Địa Long
- Hương dân tộc: hương dân tộc Nạp Tây Nga Á, hương dân tộc Mông Cổ Ốc Cước, hương dân tộc Miêu Bạch Điêu, hương dân tộc Mông Cổ Hạng Cước, hương dân tộc Miêu Cố Tăng.